# Max Butting
Max Butting est un compositeur allemand, né le 6 octobre 1888 et mort à Berlin le 13 juillet 1976.

## Biographie
Fils d'un quincailler et d'une professeur de piano, Max Butting reçoit ses premières leçons de piano de sa mère puis plus tard, de l'organiste Arnold Dreyer. À la suite de ses études au lycée (Realgymnasium), il étudie à l'académie de composition (Akademie der Tonkunst) de Munich de 1908 à 1914. Il y prend des cours de composition avec Friedrich Klose ; de direction avec Felix Mottl et Paul Prill ; ainsi que de chant avec Karl Erler. À l'université de Munich il suit occasionnellement des cours de psychologie, de philosophie et de musicologie. Il doit sa formation de compositeur en grande partie aux cours particuliers que lui dispense Walter Courvoisier, désigné à Butting après la brouille de celui-ci avec Klose.
Lors de la Première Guerre mondiale, Max Butting est réformé en raison de sa faible constitution physique. Il retourne en 1919 à Berlin, où il assistera son père dans ses affaires jusqu'en 1923, après que celui-ci l'a instamment appelé. On lui laisse toutefois le temps libre nécessaire à son activité de compositeur. Rapidement il va nouer des contacts avec d'autres artistes et se lie entre autres avec Walter Ruttmann et Philipp Jarnach. Il adhère en 1921 au Novembergruppe, dont il dirige la formation musicale jusqu'en 1927. En 1925, il travaille en outre comme critique musical dans les Sozialistischen Monatsheften (Cahiers Mensuels Socialistes). Son œuvre obtient un grand succès à la suite des représentations données lors des festivals de musique de la Gesellschaft für Neue Musik (« Société pour la musique contemporaine ») - dans laquelle il travaille en tant que membre de la direction de la section allemande de 1925 à 1933, - et du Donaueschinger Musiktagen (Festival de Donaueschingen). En 1929, le concert de sa troisième symphonie dirigée par Hermann Scherchen à Genève lui confère une reconnaissance au niveau international. La même année, Butting devient président suppléant de la Genossenschaft deutscher Tonkünstler (« comité allemand des compositeurs »).
Max Butting est l'un des premiers compositeurs à s'être intensivement investi dans le média de la radiodiffusion. Ainsi participe-t-il à la programmation culturelle de l'heure radiophonique (Funkstunde) entre 1926 et 1933, et dirige-t-il un studio d'interprétation radiophonique au conservatoire de musique Klindworth-Scharwenka. D'autre part, à l'office d'expérimentation radiophonique (Rundfunkversuchsstelle) du conservatoire de musique de Berlin, il tient des cours avancés de composition radiophonique, auxquels prend part entre autres Ernst Hermann Meyer (en).
En janvier 1933 Butting est encore nommé membre de l'académie prussienne des arts même s'il apparait indésirable aux national-socialistes peu après qu'Hitler arrive au pouvoir. Butting pourra encore travailler dans la société des droits d'auteur STAGMA jusqu'en 1938. Il doit par la suite vivre à nouveau de la quincaillerie de son père, qu'il a cédée en 1932 à un associé et qu'il reprend alors à son compte début 1939. Afin de garantir le bon fonctionnement de son affaire ainsi que ses propres conditions d'existence, il se trouve finalement contraint d'adhérer au parti nazi.
Après la Seconde Guerre mondiale, Max Butting abandonne son activité professionnelle et passe sa vie en tant que compositeur à Berlin-Est. En 1948 il devient membre de l'association culturelle et directeur de la programmation du comité radiophonique national de la RDA. En 1950 il est membre fondateur de la Deutsche Akademie der Künste (« Académie allemande des arts »), dont il est président entre 1956 et 1959, et membre directeur de l'association des compositeurs et arrangeurs allemands (VdK der DDR) ainsi que représentant du conseil de la société de protection des droits de représentation (Anstalt zur Wahrung der Aufführungsrecte - AWA) à partir de 1951. En RDA, Max Butting est honoré à de nombreuses occasions : il est décoré en 1961 de l'ordre national du mérite (de) d'abord en argent puis en or, nommé docteur d'honneur de la faculté de philosophie de l'université Humboldt de Berlin en 1968, et récipiendaire du prix national de la RDA en 1973.
Max Butting repose au cimetière de Pankow à Berlin.

## Langage musical
La musique de Butting se rattache dans un premier temps à celle d'Anton Bruckner et de Max Reger, puis se rapproche dans les années 1920 de courants plus modernes. Petit à petit il est parvenu à développer un style personnel prononcé, principalement marqué par une composition contrapuntique se tenant à égale distance du néoclassicisme et de l'expressionnisme. La forme métrique est habituellement riche et contient souvent des changements de mesure. L'harmonie se meut à l'intérieur d'une tonalité perçante et souvent dissonante. On y trouve occasionnellement des thèmes chromatiques, comme par exemple dans la symphonie n° 9, sans jamais pour autant basculer vers un thème dodécaphonique, à l'instar d'Arnold Schoenberg à l'égard duquel Butting est admiratif mais demeure critique. Formellement, le compositeur s'oriente vers des modèles traditionnels, comme la forme sonate en la modifiant toutefois régulièrement jusqu'à l'abandonner dans plus d'une œuvre au profit de formes de développement sans interruption. Il s'est toujours efforcé de trouver une solution formelle particulière pour chaque œuvre, et à ce titre, son travail symphonique peut passer pour exemplaire : toutes les possibilités de la forme cyclique, du simple mouvement au cinq mouvements y sont représentées.
Compositeur modérément productif avant 45 et presque réduit au silence durant la période nazie, Butting connait un nouvel élan créatif après la fin de la guerre. On peut expliquer que la plupart de ses œuvres furent composées en RDA par le fait que le compositeur se fit un devoir d'écrire de la "musique utile" ("Gebrauchsmusik"), répondant aux exigences de l'État concernant un art populaire et à la portée de tous. Il s'attacha ainsi à certaines de ses œuvres stylistiquement proches d'une musique élaborée de divertissement qui étaient tout d'abord destinées à la radio dès la fin des années 1920.
Au cœur de l'œuvre de Butting se trouvent les dix symphonies qui firent de lui l'un des compositeurs symphoniques allemands les plus importants de sa génération. Parmi celles-ci on compte une symphonie de chambre pour treize instruments solistes, deux sinfoniettas et un triptyque pour grand orchestre. D'autre part Butting a avant tout écrit des œuvres de musique de chambre, parmi lesquelles dix quatuors à cordes se distinguent. Il faut encore citer un concerto pour piano ainsi qu'un concerto pour flûte, de nombreuses pièces d'orchestre, principalement des œuvres pour piano telles que l'oratorio "Das Memorandum", l'opéra "Plautus im Nonnenkloster" d'après Conrad Ferdinand Meyer et plusieurs cantates.

## Distinction
Max Butting est décoré en 1961 de l'ordre du mérite patriotique (Vaterländischer Verdienstorden).

## Œuvre (sélection)

### Œuvre orchestrale
- Trauermusik op. 12 (1916)
- Symphonie nº 1 op. 21 pour 16 Instruments (1922)
- Kammersinfonie op. 25 pour 13 Instruments (1923)
- Symphonie nº 2 op. 29 (1926)
- Symphonie nº 3 op. 34 (1928)
- Sinfonietta mit Banjo op. 37 (1929)
- Heitere Musik op. 38 (1929)
- Symphonie nº 4 op. 42 (1942)
- Symphonie nº 5 op. 43 (1943)
- Symphonie nº 6 op. 44 (de) (1953, Erstfassung 1945)
- Totentanzpassacaglia op. 51 (1947)
- Symphonie nº 7 op. 67 (de) (1949)
- Sonatine für Streichorchester op. 68 (1949)
- Konzert für Flöte und Orchester op. 72 (1950)
- Symphonie nº 8 "Die Urlaubsreise" op. 84 (de) (1952)
- Sinfonische Variationen op. 89 (1953)
- Fünf ernste Stücke nach Dürer op. 92 (1955)
- Symphonie nº 9 op. 94 (1956)[1]
- Sinfonietta op. 100 (1960)
- Symphonie nº 10 op. 108 (1963)[2]
- Konzert für Klavier und Orchester op. 110 (1964)
- Triptychon op. 112 (1967)
- Ghosts visited me op. 120 (1972)[3]

### Musique de chambre
- Quatuor à cordes nº 1 en la majeur op. 8 (1914)
- Streichquintett en do mineur op. 10 (1915)
- Quatuor à cordes nº 2 en la mineur op. 16 (1917)
- Quatuor à cordes nº 3 en fa mineur op. 18 (1918)
- Quatuor à cordes nº 4 en do dièse mineur op. 20 (1919)
- Quintette pour violon, alto, violoncelle, hautbois et clarinette op. 22 (1922)
- Kleine Stücke für Streichquartett op. 26 (1923)
- Quatuor à cordes nº 5 op. 53 (1947)
- Klaviertrio op. 54 (1947)
- Trio à cordes (1952)[4]
- Quatuor à cordes nº 6 op. 90 (1953)
- Quatuor à cordes nº 7 op. 95 (1956)
- Quatuor à cordes nº 8 "Die Nachgeburt" op. 96 (1957)
- Quatuor à cordes nº 9 op. 97 (1957)
- Quatuor à cordes nº 10 op. 118 (1971)

### Musique pour piano
- Sonate op. 82 (1951)
- Sonatine für Gretl op. 87 (1852)
- Zwei Toccaten op. 88 (1953)

### Musique lyrique
- "Das Memorandum" op. 52, Oratorio (1949; Texte: Max Butting)
- "An den Frühling" op. 59, Cantate (1948; Texte: Max Butting)
- "Der Sommer" op. 61, Cantate (1948; Texte: Max Butting)
- "Der Herbst" op. 62, Cantate (1948; Texte: Max Butting)
- "Der Winter" op. 63, Cantate (1948; Texte: Max Butting)
- "Die Lügengeschichte vom schwarzen Pferd" op. 71, Cantate (1949; Texte: A. Eckener)
- "Plautus im Nonnenkloster" op. 98, Opéra (1958; Texte: Hedda Zinner)